# Dédale de Sicyone
Dédale de Sicyone est un sculpteur de la Grèce antique.

## Biographie
Il était le fils et l'élève d'un sculpteur nommé Patrocle.
Dédale de Sicyone était actif selon Pline l'Ancien autour des 95e Jeux olympiques (soit en 400 av. J.-C.). Il aurait réalisé un groupe commémorant la victoire des Éléens contre les Spartiates et installé sur l'Altis. Il réalisa aussi, selon Pausanias, de nombreuses statues d'athlètes victorieux aux Jeux, dont celle d'Eupolémos d'Élis.
L'historien de l'art italien Paolo Moreno lui attribue l'Apoxyomène de Croatie et l'Apoxyomène d'Éphèse.

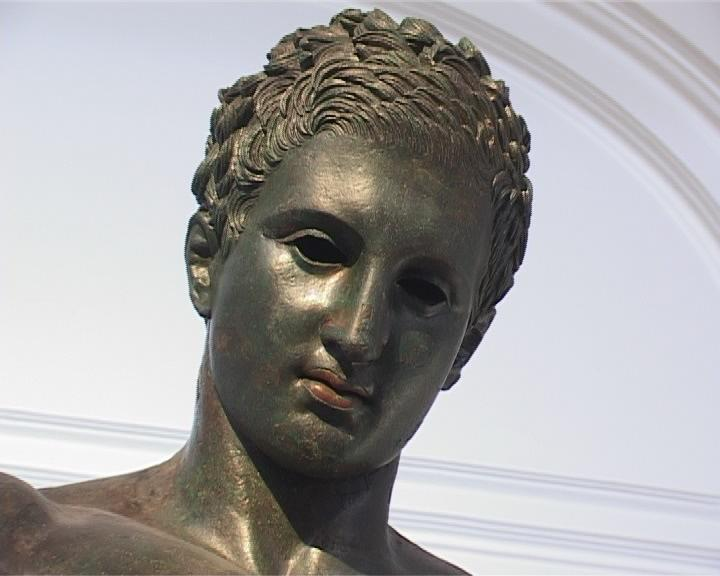
Tête de l'Apoxyomène de Croatie